# Born To Lose
Born To Lose is de tweede ep van de Britse singer-songwriter Ten Tonnes. De ep werd op 9 juni 2017 uitgebracht onder het label Warner Bros. Records. De ep werd gemasterd door John Davis en gemixt door Cenzo Townshend. Het nummer Silver Heat maakte een verschijning in het computerspel Need for Speed: Payback van EA.

## Tracklist
| Nr.          | Titel              | Duur |
| ------------ | ------------------ | ---- |
| 1.           | "Silver Heat"      | 2:53 |
| 2.           | "Born To Lose"     | 2:22 |
| 3.           | "Love Me To Death" | 3:10 |
| Totale duur: | Totale duur:       | 8:25 |